# Eparchie kainská
Eparchie kainská je eparchie ruské pravoslavné církve nacházející se v Rusku.

## Území a titul biskupa
Zahrnuje správní hranice území Barabinského, Vengerovského, Kargatského, Kočeňovského, Kujbyševského, Kyštovského, Severního, Tatarského, Čanovského, Čulymského, Ubinského a Usť-Tarkského rajónu Novosibirské oblasti.
Eparchiálnímu biskupovi náleží titul biskup kainský a barabinský.

## Historie
Území novodobé kainské eparchie do roku 1924 bylo součástí tomské eparchie, od roku 1924 součástí nově zřízené novo-nikolajevské eparchie (od roku 1925 eparchie novosibirská).
Eparchie kainská byla zřízena rozhodnutím Svatého synodu dne 28. prosince 2011 oddělením území z novosibirské eparchie. Stala se součástí nově vzniklé novosibirské metropole. Prvním biskupem se stal jeromonach Feodosij (Čaščin), duchovní novosibirské eparchie.

## Seznam biskupů
- 2012–2021 Feodosij (Čaščin)
- 2021–2023 Nikodim (Čibisov), dočasný administrátor
- od 2023 Vladimir (Birjukov)